# Raftsundbroen
Raftsundbroen  er en bro som krydser Raftsundet mellem Hinnøya og Austvågøy, i Hadsel kommune i Nordland fylke i Norge. Broen er en spændbetonbro, bygget efter frit frembyg-metoden, på 711 meter, med læengste spænd på 298 meter og gennemsejlingshøjde på 45 meter. Broen har 4 spænd. Hovedspændet var det længste frit frembyg-spænd i verden da broen blev åbnet.
Raftsundbroen blev åbnet 6. november 1998. Den er den sidste af de lange broer som sammenbinder øerne i Vesterålen. Broen blev projekteret af firmaet Aas-Jakobsen AS i Oslo og bygget af AS Anlegg som hovedentreprenør. Projektleder var Kurt E.D. Johnsen.
Broen er en del af Lofast – Lofotens fastlandsforbindelse – som blev åbnet 1. december 2007. Siden da er Raftsundbroen en del af europavej 10. Broen knytter den del af Vågan kommune som ligger på Hinnøya sammen med resten af kommunen. Paradoksalt nok har Raftsundbrua givet indbyggerne i Austre Vågan længere rejsevej end før, fordi færgen direkte mellem Digermulen og Svolvær tog kortere tid end det nu tager at køre fra Digermulen via Raftsundbroen til Svolvær.